# Fagonia rangei
Fagonia rangei là một loài thực vật có hoa trong họ Zygophyllaceae. Loài này được Loes. ex Engl. miêu tả khoa học đầu tiên năm 1931.